# Alcides Buss
Alcides Buss (Salete, 14 de agosto de 1948) integra o grupo dos poetas modernos da região sul do Brasil, tendo atuado no movimento da Poesia Marginal e Independente e nas vanguardas poéticas (Concretismo, Construtivismo e Poema-Objeto).

## Biografia
Alcides Buss começou a publicar seus poemas no final dos anos 60, dentro do movimento da poesia independente, também chamada marginal. Seu primeiro livro, de 1970, trouxe como título Círculo quadrado, numa referência irônica à realidade da época. Um ano depois venceu o I Festival Catarinense de Poesia Universitária, promovido pelo Diretório Central de Estudantes da UFSC, com o livro  experimental O bolso ou a vida? Com o objetivo de alargar a difusão da poesia, criou o Varal Literário e o Movimento de Ação do Livro:  o Livro em Movimentação, através do qual uma obra era repassada de uma pessoa para outra.  
Ainda estudante de Letras, em Joinville (SC), editou o jornal de cultura O Acadêmico, além de um suplemento literário nos Diários Associados de Santa Catarina. Convidado para diretor de cultura no Município, promoveu a implantação  do Museu de Arte Joinville,  a criação da Escola Municipal de Dança e, com repercussão nacional, um projeto de popularização das artes, levando a música,  a dança e a literatura para  praças, escolas, igrejas e outros lugares públicos. Com  poetas e escritores, editou a revista Cordão.
Em 1980, transferindo-se para Florianópolis, iniciou na UFSC uma experiência de criação literária com estudantes universitários. Durante anos, suas oficinas promoveram o surgimento de novos escritores, abrindo espaço também para o desenvolvimento de outras artes, como o cinema. Os varais literários se intensificaram e foram alcançando, aos poucos, outras cidades e estados brasileiros.
A partir de 1991, durante dezessete anos, dirigiu a Editora da UFSC, mantendo e criando importantes coleções. Entre elas, destacou-se a Ipsis Litteris, destinada a novos escritores, publicando anualmente dezenas de títulos.
Eleito em 1993 presidente da Associação Brasileira das Editoras Universitárias, empenhou-se no fortalecimento da instituição, conseguindo apoio do Ministério da Educação para criação de editoras em todas as universidades e garantindo a participação das edições universitárias nos eventos nacionais e internacionais mais importantes. 
Entre 1997 e 1999, presidiu a União Brasileira de Escritores de Santa Catarina. Foi finalista do Prêmio Jabuti 2000 com o livro Cinza de Fênix e três elegias. Em 2001, uma exposição de artistas catarinenses, entre eles Rodrigo de Haro, Sílvio Pléticos, Eli Heil e Vera Sabino, com obras criadas sobre seus poemas, percorreu as principais cidades do Estado e do Sul do Brasil.
Em tempos mais recentes, Alcides Buss foi diretor de Comunicação da ABEU, criando e mantendo durante vários anos o boletim eletrônico semanal ABEUemREDE, bem como a revista Verbo, órgão de divulgação do livro universitário brasileiro. Foi ainda diretor de Difusão Editorial da mesma entidade, sendo responsável pela implantação do Catálogo Unificado das Editoras Universitárias. Atualmente, coordena o Círculo de Leitura de Florianópolis.
Ao longo dos anos tem recebido inúmeros prêmios, entre eles o da APCA (Associação Paulista de Críticos de Arte), pelo livro infantil A poesia do ABC,  o Prêmio Manuel Bandeira,  da União Brasileira de Escritores (RJ), pelo conjunto de sua obra, e o de Mérito Cultural Cruz e Sousa, do Governo do Estado de Santa Catarina.
Seus livros mais recentes são Viver (não) é tudo – diário da perseverança, disponível em nova edição digital, Em nome da poesia, livro de prosa literária sobre a natureza da poesia e os desafios da escrita e da leitura, e A culpa está morta e outros poemas, com apresentação de Afonso Henriques Neto.
Para o editor Carlos Appel, a trajetória poética de Alcides Buss, desde Círculo quadrado, revela um poeta a olhar o mundo de viés, nos seus avessos e paradoxos. O crítico Hildeberto Barbosa Filho, por sua vez, ressalta a intensidade do lirismo, o domínio vocabular, a sobriedade das imagens e a serena melodia do ritmo.

## Livros publicados

### Poesia
- Círculo quadrado, 1970
- O bolso ou a vida?, 1971
- Ahsim, 1976
- O homem e a mulher, 1980
- O homem sem o homem, 1982
- Pessoa que finge a dor, 1985
- Segunda pessoa, 1987
- Transação, 1988
- Natural, afetivo, frágil, 1992
- Nenhum milagre, 1993

- Sinais/Sentidos, 1995
- Cinza de Fênix e três elegias, 1999
- Cadernos da noite, 2003
- Olhar a vida, 2007
- Janela para o mar, 2012
- Viver (não) é tudo, 2015
- A culpa está morta e outros poemas, 2022

### Poesia infanto-juvenil
- A poesia do ABC, 1989
- Pomar de palavras, 2000
- Saber não saber, 2009

### Ensaio
- Cobra Norato e a especificidade da linguagem poética, 1982

### Antologias
- Antologia do Varal Literário, 1983
- O professor é um poeta, 1989
- Contemplação do amor – 20 anos de poesia escolhida, 1991

### Prosa
- Em nome da poesia, 2018

## Principais prêmios
- 1º lugar no I Festival Catarinense de Poesia Universitária – DCE-UFSC, 1971
- Prêmio Magister – Sindicato dos Professores de Santa Catarina, 1985
- Prêmio APCA – Associação Paulista de Críticos de Arte, 1989
- Medalha Caio Prado Júnior – UBE-RJ, 1994
- Medalha Manuel Bandeira – UBE-RJ, 1996
- Mérito Livreiro Odilon Lunardelli, 1998
- Prêmio Jabuti (finalista) – Câmara Brasileira do Livro, 2000
- Mérito Cultural Cruz e Sousa, 2001
- Prêmio Ruth Laus – UBE-RJ, 2008
- Prêmio Fernando Pessoa – UBE-RJ, 2012
- Personalidade Literária do Ano – Academia Catarinense de Letras e Artes, 2012
- Prêmio Vilson Mendes de Literatura Desterrense, 2015
- Prêmio Othon d'Eça (Academia Catarinense de Letras), 2023